# Рендуфинью
Рендуфинью (порт. Rendufinho)  —  район (фрегезия) в Португалии,  входит в округ Брага. Является составной частью муниципалитета  Повуа-де-Ланьозу. Находится в составе крупной городской агломерации Большое Минью. По старому административному делению входил в провинцию Минью. Входит в экономико-статистический  субрегион Аве, который входит в Северный регион. Население составляет 748 человек на 2001 год. Занимает площадь 8,86 км².